# Gustav Adolph Mordt

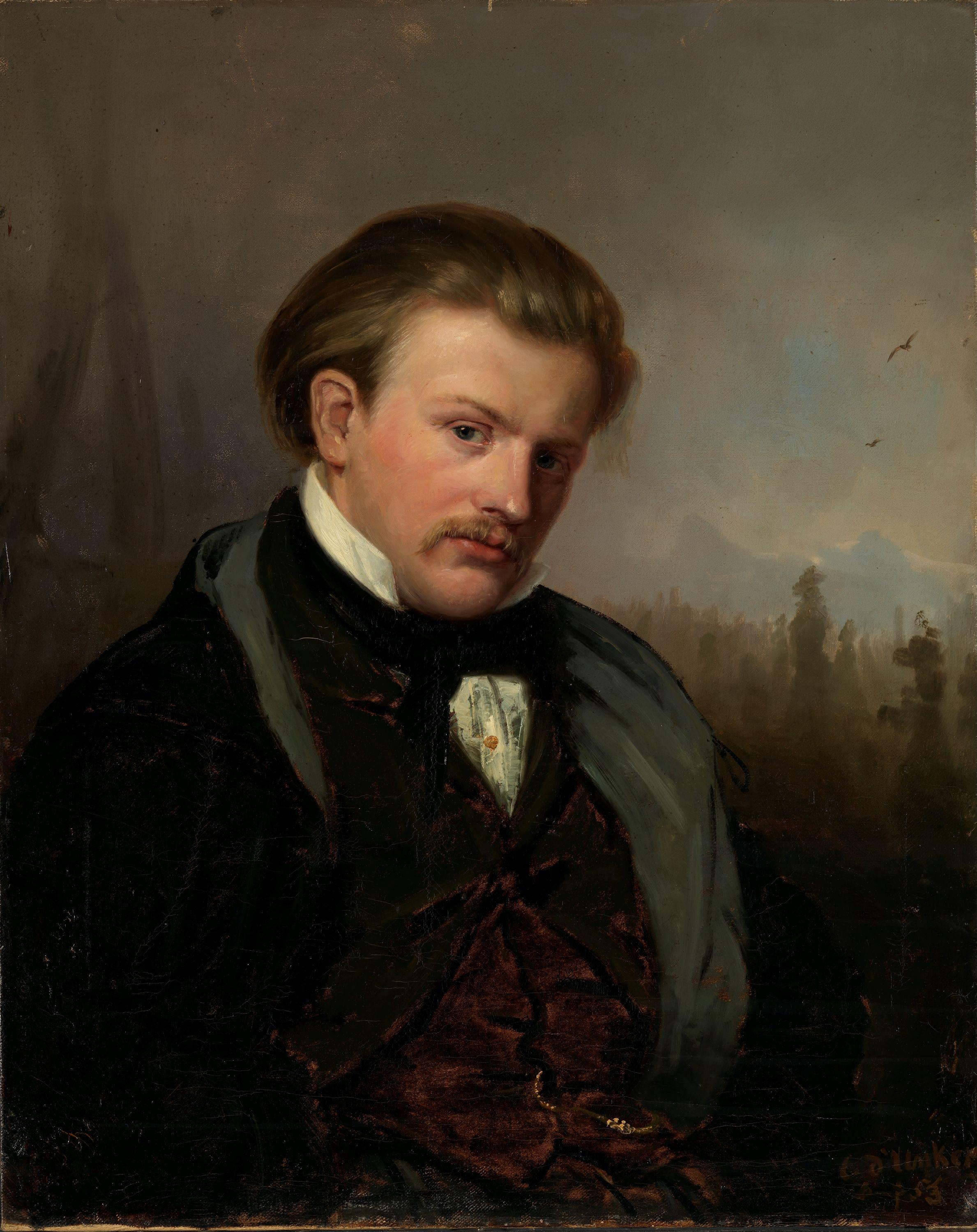
Gustav Adolph Mordt Gemälde von Carl d’Unker, 1853

Gustav Adolph Mordt (* 24. März 1826 in Christiania; † 2. Juli 1856 ebenda) war ein norwegischer Landschaftsmaler.

## Leben
Der Sohn des Goldschmieds Jacob Andreas Mordt (Morth) (1796–1854) und der Berthe Bjørnsdatter wuchs aus nicht bekannten Gründen im Waisenhaus in Christiania (Oslo) auf, wo er auch die Schule besuchte. Als einem Lehrer die zeichnerische Begabung des 14-Jährigen auffiel, erhielt er den Auftrag, ein Bildnis des Staatsrats Marcus Gjøe Rosenkrantz (1762–1838) zu kopieren. Der Altphilologe und Bibliothekar Georg Sverdrup (1770–1850) nahm sich in der Folge seiner an und unterstützte ihn finanziell.
Zunächst absolvierte Mordt eine Lehre bei dem dänischen Maler Carl Anton Saabye und dem norwegischen Dekorations- und Landschaftsmaler Ferdinand Jonas Gjøs (1790–1852), wobei er unter anderem Bilder seiner Meister zum Verkauf  kopierte. 18-Jährig begann er eigenständig Landschaftsbilder zu malen und konnte 1844 eines an den Kunstverein Christiania verkaufen. Mit einem Stipendium begab er sich nach Kopenhagen, wo er weiterhin Landschaftsbilder malte, aber auch an der Kunstakademie Zeichenunterricht nahm. Er befreundete sich mit dem angehenden Porträt- und Figurenmaler Ole Peter Hansen Balling (1823–1906), der ebenfalls Schüler von Ferdinand Jonas Gjøs in Christiania gewesen war und nun figürliche Staffagen in Mordts Bilder – und in die des gemeinsamen Freundes Vilhelm Melbye – einsetzte. Zum Kreis der befreundeten norwegischen Studenten gehörte auch der Landschaftsmaler Morten Müller. 1845 und 1847 hielt sich Mordt zu Studienzwecken in der Provinz Telemark auf. Bis 1848 stellte er sieben Gemälde in Schloss Charlottenborg aus.

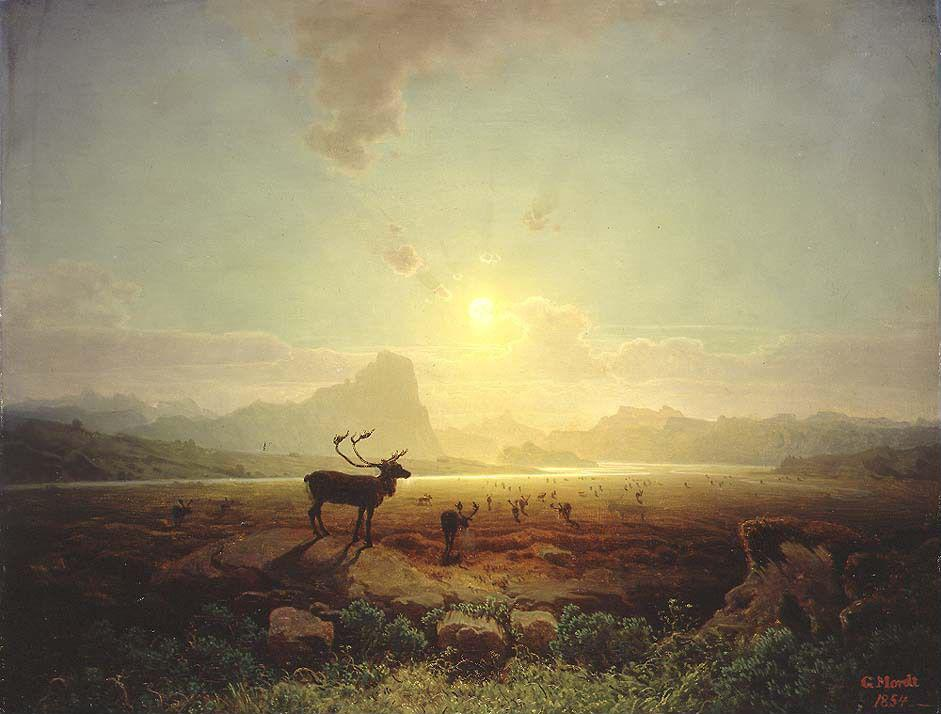
Aus Finnmark, 1854, Nationalgalerie Oslo

Vermutlich während eines Aufenthaltes 1848 in Christiania lernte Mordt den bereits berühmten Landschaftsmaler Hans Fredrik Gude kennen, was ihn wohl veranlasste 1849 für kurze Zeit dessen Wirkungsstätte Düsseldorf zu besuchen. Im Sommer 1850 kehrte er jedoch bereits wieder nach Norwegen zurück, wo er sich zusammen mit dem schwedischen Maler Marcus Larson zeichnerischen und malerischen Studien in den mittelnorwegischen Fjordlandschaften, u. a. in Sogn, widmete. Im Jahr darauf begab er sich erneut nach Düsseldorf und wurde bis zum Frühjahr 1853 Privatschüler Gudes. 1854 heiratete er Gunda Hansen. Seine letzten Lebensjahre, während derer er in Christiania lebte, waren von gesundheitlichen Problemen überschattet, obwohl er weitere Bilder an den Kunstverein in Christiania verkaufen konnte. Eine Erholungsreise nach Dresden im Herbst und im Winter 1855/1856 brachte keine Besserung. Schließlich mussten Düsseldorfer Freunde mehrere seiner Arbeiten in Verlosungen geben, um ihn finanziell zu unterstützen.
Mordt war 1850 bis 1853 Mitglied des Künstlervereins Malkasten in Düsseldorf.

## Werke (Auswahl)
- Aus Sandsvaer. Ved Labrofoss (Bei Labrofoss), Studie, 1847
- Landschaft mit Hütte (Landskap med seter), 1848
- Fjord (Gudvangen), 1850
- Sonnenuntergang (Solnedgang på høyfjellet), 1851
- Fra Finnmark (Aus Finnmark), 1854, Oslo, Nationalgalerie
- Fra Festningsbryggen (Am Festungsanleger), 1848, Oslo, Stadtmuseum
- Fra Kronborg slott i Danmark (Ansicht von Schloss Kronborg in Dänemark), 1848
- Vestlandsfjord, 1849
- Landschaft, Motiv von Telemarken, 69 × 96 cm, signiert und bezeichnet „G. Mordt 50. Düsseldorf“, Stockholm, Nationalmuseum, Inv. Nr. 1272
- Studie von Gudevangen sowie Zeichnungen mit Motiven von Sogn, Stockholm, Nationalmuseum
- Skyer og fjell (Wolken und Fels, Lærdal), 1850: Bergen, Billedgalleri
- Et Reinsdyr ved fjellvann (Rentier an einem Gebirgssee), 1852
- Landskab med foss (Landschaft mit Wasserfall), 1854
- Stubljan, 1854, Fossebilde, 1856, Bergen, Rasmus Meyers Samlinger

Weitere Werke u. a. in den Museen Trondheim (Trøndelag Kunstgalleri), Lillehammer (Lillehammer Bys malerisamling), Bergen (Norges Rederiforbund) und Reykjavík (Kunstmuseum).

## Reproduktion
- Wasserfall in Telemark (Rukjanfoss i Telemarken), Lithografie mit Tonplatte von C. Müller nach Gustav Adolph Mordt. Baerentzen, um 1840.

## Ausstellungsbeteiligungen
- Schloss Charlottenborg bei Kopenhagen (Charlottenborgutstillingen): 1846–1848
- Norwegische Ausstellung Kopenhagen (Norsk utstilling København): 1849
- Nordische Ausstellung Kopenhagen (Nordisk utstilling København): 1850, 1851
- Nordische Ausstellung (Nordisk utstilling), Stockholm 1850
- Ausstellung der Königlichen Akademie für die Freien Künste (Kungliga Akademien för de Fria Konsterna), Stockholm 1850, 1853
- Nordische Ausstellung (Nordisk utstilling), Christiania 1852, 1857
- Wien, Kunstausstellung der Weltausstellung (Verdensutstillingen i Wien), 1873
- Jubiläumsausstellung (Jubileumsutstillingen), Kristiania 1914

## Bildnis
- Carl d’Unker: Bildnis des Malers G.A. Mordt. Halbfigur, 78 × 62 cm; signiert: C. d’Unker p. 53: Oslo, Nationalgalerie